# لایوش فاراگو
لایوش فاراگو (مجاری: Faragó Lajos؛ ۳ اوت ۱۹۳۲ – ۱۳ مهٔ ۲۰۱۹) بازیکن فوتبال اهل مجارستان بود.
از باشگاه‌هایی که در آن بازی کرده‌است می‌توان به باشگاه فوتبال بوداپست هونود اشاره کرد.
وی همچنین در تیم ملی فوتبال مجارستان بازی کرده‌است.